# Malin Reitan
Malin Reitan (Trondheim, Sør-Trøndelag, Noruega, 8 de agosto de 1995) es una cantante noruega que ganó el Melodi Grand Prix Junior —concurso escandinavo donde cantan niños de 8 a 15 años— con la canción «Sommer og skolefri» («Verano y vacaciones») en su dialecto regional. Con esa canción representó más tarde a Noruega en el Festival de Eurovisión Junior 2005.

## Biografía
Comenzó su carrera musical a los 9 años. Tras ganar Melodi Grand Prix Junior en 2005 comenzó a ser conocida en Noruega, y después de ese triunfo representó en Festival de Eurovisión Junior 2005 en Bélgica, quedando en tercer lugar. La canción «Sommer og skolefri» era muy corta y eso le hizo tener que ampliarla con más letra. Malin es aclamada en su país sobre todo por el público infantil.
Tiene 2 hermanas menores y vive con su familia en un rancho.
El año siguiente, Malin firmó un contrato de grabación y en 2006 lanzó dos álbumes. Malin på månen («Malin en la luna») se lanzó en mayo, un álbum para niños que incluye «Sommer og skolefri» en la que participó en la composición de la mayoría de las canciones originales, consiguiendo el puesto 6º de Noruega. Malins jul es un álbum de Navidad con villancicos de temática familiar. Su tercer álbum, Pang!, fue lanzado en abril de 2008 y recibió el certificado de oro en pocas semanas.
En octubre de 2011, se anunció que Malin competiría en la versión para adultos del Melodi Grand Prix en 2012. En la semifinal, terminó en tercer lugar y llegó a la final nacional con la canción «Crush».

## Discografía
| Año  | Información | Canciones |  |
| ---- | --- | --- |  |
| 2006 | Malin på månen - Su primer álbum - Salió a la venta el 8 de mayo de 2006 - Incluía el éxito Sommer og skolefri.                 | - 1. Dagen æ bli stor - 2. Dum og deilig - 3. Bare bare - 4. Sommer og skolefri - 5. Måne - 6. Gla i dag - 7. La det snø - 8. Vi vil ha rock - 9. Mamma og pappa - 10. Maur i kroppen - 11. Et lile ønske - 12. Så dumt |  |
| 2006 | Malin's jul - Su segundo álbum. - Salió a la venta el 27 de noviembre de 2006. - Es un álbum de villancicos.                    | - 1. Jul i vårres by - 2. Jeg så mamma kysse nissen - 3. Julekveldsvise - 4. Julenissen kommer i kveld - 5. En stjerne skinner i natt - 6. Sledeturen - 7. Glade jul - 8. Julepotpurri - 9. Jeg er så glad hver julekveld - 10. Sonjas sang til julestjernen - 11. Nå tennes tusen julelys |  |
| 2008 | PANG! - Su tercer álbum. - Salió a la venta el 16 de abril de 2008. - Ha sido de sus 4 álbumes el que mejor posición ha tenido. | - 1. Pang! - 2. Sommer igiæn - 3. Klassefest - 4. Mm særlig... - 5. Lille menneske - 6. Tryllestav - 7. Sveve på luft - 8. Unnskyld - 9. Perfekt dag - 10. Som skutt ut av en kanon - 11. Sonja Henie - 12. Tannpinern - 13. Ingenting å si |  |
| 2009 | MALIN - Su cuarto álbum. - Salió a la venta el 2 de noviembre del 2009.                                                         | - 1. Amerika - 2. Kan det skjemæ? - 3. Hallo-morsan - 4. Skoletur - 5. Ekte sommer - 6. Ferdig med dæ - 7. Riktig vei - 8. Tomme ord - 9. Pia di - 10. Bit for bit - 11. Himmel'n e blå - 12. Hemmelighet |  |
| 2010 | Julekonserten (junto a Celine Helgemo) - Su quinto álbum. - Salió a la venta el 8 de noviembre de 2010.                         | - 1. Malin Reitan: Jul i vårres by - 2. Malin & Celine: Jeg så mamma kysse nissen - 3. Malin Reitan: Glade jul - 4. Malin & Celine: Bjelleklang - 5. Malin & Celine: Julenissen kommer i kveld - 6. Celine: Jul på Røros - 7. Malin & Celine: Julepotpurri - 8. Celine: Deilig er jorden - 9. Malin & Celine: Rockin' Around the Christmas Tree - 10. Celine & Tore André Helgemo: Have Yourself a Merry Little Christmas - 11. Celine: Æ tru på julenissen - 12. Malin & Celine: En stjerne skinner i natt |  |
| 2011 | Paradis - Su sexto y último álbum. - Salió a la venta el 1 de abril de 2011.                                                    | - 1. Tenåringsdrøm - 2. Du! - 3. Paradiset - 4. Hjerteråd - 5. Kan du ikke se det? - 6. Stjernedryss - 7. Værra dæ sjøl - 8. Ensom - 9. Mirakelmedisin - 10. Farvel kjære du |  |
| 2012 | Crush - Su single para el concurso Melodi Grand Prix. - Se lanzó el 17 de enero de 2012.                                        | - 1. Crush |  |

## Sencillos
Crush Se lanzó el 17 de enero de 2012 para el concurso Melodi Grand Prix.